# Corina Strikwerda
Corine Strikwerda (januari 1989) is een Nederlands marathonschaatsster en langebaanschaatsster. 
In 2015, 2016 en 2017 nam Strikwerda deel aan de NK Afstanden op het onderdeel massastart, met als beste resultaat een zevende plek in 2016.

## Records

### Persoonlijke records[1]
| Afstand    | Tijd    | Datum            | Baan       |
| ---------- | ------- | ---------------- | ---------- |
| 500 meter  | 44,30   | 21 oktober 2013  | Heerenveen |
| 1000 meter | 1.28,74 | 17 maart 2013    | Groningen  |
| 1500 meter | 2.11,49 | 24 november 2013 | Heerenveen |
| 3000 meter | 4.24,45 | 11 oktober 2014  | Inzell     |